# Street Fighter Alpha Generations
Street Fighter Alpha Generations (ストリートファイターZERO2) ist ein 2005 entstandener Anime-Film von Ikuo Kuwana, der auf der Street-Fighter-Alpha-Reihe zahlreicher Konsolenspielen der Firma Capcom unter dem Titelbanner Street Fighter basiert.

## Hintergrund
Capcom veröffentlichte im Laufe der Jahre zahlreiche Street-Fighter-Konsolenspiele, bei denen sich feste Charaktere etablierten, die beständig erweitert wurden. Dabei wurde jeder Charakter mit einer Nationalität und einem persönlichen Hintergrund versehen. Der Inhalt der Spiele ist es mit verschiedenen Kampfsportarten und dazu einigen übernatürlichen Spezialattacken, je nach Charakter, seinen Gegner zu bezwingen.
Darauf basierend wurden drei Animefilme und eine Animeserie entwickelt.
Die Filme sind
- Street Fighter II – The Animated Movie, der auch auf Deutsch veröffentlicht wurde,
- der deutlich radikalere Film Street Fighter Alpha (Name in den USA) beziehungsweise Street Fighter Zero (Name in Japan),

und
- Street Fighter Alpha Generations bzw. Street Fighter Zero 2.

Die Animeserie ist Street Fighter II V.
Street Fighter Zero 2 (bzw. Alpha Generations) ist in dem Sinne keine direkte Fortsetzung von Street Fighter Zero (bzw. Alpha), da die Hauptcharaktere zwar gleich bleiben, jedoch die Handlung eine völlig andere ist.

## Handlung
Der Film beginnt in ferner Vergangenheit: Gouki/Akuma war ein aufrechter Kämpfer und Schüler, doch er gehört zu denen, die das dunkle Hadou-Ken beherrschen, was seine Seele verdirbt und ihn zu einem radikalen Mörder ohne jeglichen Sinn für Moral macht. Das dunkle Hadou ist die „böse“ Variante des Hadou, die beispielsweise in Form einer Energieskugel als Kampftechnik eingesetzt werden kann. Das dunkle Hadou kann jedoch darüber hinaus unglaubliche Kampfkräfte entfesseln und Menschen ohne Probleme töten. Eines seiner ersten Opfer ist sein alter Meister, der ihn und seinen Bruder Gouken, trainierte. Er lässt diesen und seine schwangere Freundin, die Tochter des alten Meisters, daraufhin zurück und lebt in Zurückgezogenheit, nur in Einheit mit der Macht des dunklen Hadou.
Nun sucht der junge Kämpfer Ryu, ein Schüler von Akumas Bruder Gouken, Rache für seinen Meister, den Akuma eines Tages ebenfalls ermordet hat. Damals war Ryu noch zu jung und zu schwach, doch nun hält er die Zeit für gekommen. Am Ort von Goukens Schule angekommen trifft er auf einen uralten Mann, einen alten Meister der Kampfkünste, der ihn zu einem Kampf auffordert und ihn mit einfachen Tricks schnell besiegt. Bei ihm und dessen Enkelin trainiert Ryu eine Weile und wartet auf Akumas Ankunft.
Schließlich kommt heraus, dass Ryu der Sohn von Akuma und der Tochter von dessen Meister ist. Als diese bei der Geburt starb, brachte Gouken das Baby (Ryu) zu jenem alten Meister. Als es Ryu in jungen Jahren dort jedoch zu einsam wurde, ging er in Goukens Schule, bis dieser getötet wurde. Der alte Meister, zu dem er nun wieder kommt, hatte einst Gouken geschworen dafür zu sorgen, dass er nicht wie sein Vater Akuma vom dunklen Hadou verschlungen wird. Ryu weiß von all diesen Zusammenhängen jedoch nichts.
Als nun eines Tages Akuma auftaucht beginnt der große Showdown. Ken Masters, ein Freund und Rivale von Ryu taucht auf, um ihm zu helfen, wird jedoch vom alten Meister aufgehalten. Während des Kampfes zwischen Akuma und Ryu zeigt sich, dass Ryu kaum irgendeine Chance hat gegen das dunkle Hadou anzutreten. Er spürt diese dunkle Gabe auch in sich erwachen und setzt es unkontrolliert ein, da jedoch durch die starke Aktivität des dunklen Hadou Geister erscheinen und er das Gesicht seiner Mutter sieht, kehrt sein Verstand aus der Rage des dunklen Hadou zurück. Er schafft es, all seine Kraft in ein gewaltiges „gutes“ Hadou zu Bündeln und auf Akuma zu richten. Als Ryu danach bewusstlos und Akuma stark geschwächt ist, verlässt dieser Ryu. Der unnatürlich alte Meister sieht nun seinen Schwur als erfüllt an und stirbt.